# 교상판석
교상판석(敎相判釋)은 중국 불교에서 유래한 불교 용어로, 수천 권에 달하는 불교 경전은 고타마 붓다가 일생 동안 행한 설법의 집대성이라고 보고 불교 경전을 설법의 형식 · 방법 · 순서 · 내용 · 교리에 따라 분류 및 체계화하고 가치판단을 행하는 것을 말한다.
교상판석은 교상(敎相) · 교판(敎判) 또는 판교(判敎)라고도 한다.

## 교상판석의 연원
교판가들에 의한 교판은 중국에서 본격화되었지만, 인도에서도 논사(論師)들에 의한 원시적인 형태의 교판이 있었다. 용수(龍樹)의 『대지도론(大智度論)』의 현밀이교설(顯密二敎說), 『십주비바사론(十住毘婆沙論)』의 난행이행이도설(難行易行二道說), 계현(戒賢)의 삼시교설(三時敎說)과 지광(智光)의 삼교설(三敎說) 등이 있기는 하였으나, 불교의 교리가 자연스럽게 발달한 인도에서는 그 교리를 체계적으로 정리하려는 새로운 노력이 그다지 필요하지 않았다.인도에서는 역사적인 전개 과정을 밟아 성립된 불교경전(佛敎經典)이 인도에서의 이론적 발전 또는 성립의 역사적 순서와는 관계없이 일시에 중국으로 들어왔으며 경전들은 원래의 성립 순서에 관계 없이 번역되었다. 이 때문에 중국의 불교인들은 경전들에서 상호모순과 불일치를 느끼게 되었다.
이에 따라 여러 불교 경전들이 고타마 붓다에 의하여 어떤 순서로 어떤 가치체계로 설명되었는가를 연구하여 불교 교의를 전체적으로 모순됨이 없이 해석하려고 하는 욕구가 중국의 불교인들에게서 생겨났다. 이들은 또한 어떤 것이 과연 고타마 붓다의 궁극적인 가르침인지를 판별하고자 하였다. 이러한 필요에서, 모든 불교 경전을 시간 순서나 내용에 따라 배열 · 정리하고 각 경전 그룹들의 가르침의 깊이와 우열을 연구자 자신의 독자적인 기준에 따라 체계화하게 되었다.

## 종파 성립과의 관계
해석하는 사람이 신봉하는 경전이나 교의에 따라 불교와 불교 경전 전체에 대한 해석이 상이해지는 것은 당연한 일이었기에, 교상판석은 인도의 불교와는 다른 형태로 중국 불교의 종파들이 성립되는 중요한 원인이 되었다.
교상판석의 시도는 남북조시대부터 당대(唐代)에 걸쳐 가장 성행하였다. 그리고 이 시대들에서 중국 불교의 주요 종파들이 성립되었다.
현대에 들어서면서 원전비판의 성과를 바탕으로, 모든 불교 경전이 고타마 붓다의 일생 동안에 모두 성립된 것은 아니라는 것이 분명해졌다. 하지만, 중국, 한국, 일본 등 동아시아 불교 종파는 교상판석을 통해 형성된 전통적인 해석을 그대로 받아들이고 있는 상태에 있다.

## 역사(한역 불교권)
중국에 있어서는 전해진 경전의 다양함으로 불교의 가르침이 다양화되었고, 어떤 것이 석가모니 부처의 진실된 가르침인가에 대한 것이 문제가 되었다. 거기에 경전의 내용이 종종 다른 경우는 석가모니가 가르침을 설한 시기나 내용이 다르기 때문이라고 여겼고 가르침을 설한 시기를 분류하여 그 가운데 어느 것이 최고의 가르침인가라는 하나의 판정 방법으로써 각 종파에 의해서 제각기 교상판석이 행해졌다.
가장 오래된 교상판석은 축도생(竺道生)에 의한 것이었다고 하며, 다음과 같은 4종의 법륜으로 나뉜다.
1. 선정법륜(善浄法輪) - 재가 신자를 위해 설하다 (안반수의경, 반주삼매경 등 명상 관련 경전)
2. 방편법륜(方便法輪) - 성문(声聞) ・ 연각(縁覚) ・ 보살(菩薩)들을 위해 설하다
3. 진실법륜(真実法輪) - 『법화경』(法華経)을 설하다
4. 무여법륜(無余法輪) - 『대반열반경』(大般泥洹経, 법현이 번역한 『열반경』 전반부뿐)을 설하다

다음으로 유규(劉虯,436~495)는 7계(七階)의 교상판석을 제창하였다.
1. 인천승(人天乘) - 재가 신자가 성인이 되고 천상에서 태어나는 가르침을 설하다 (오계, 십선계)
2. 성문승(聲聞乘) - 아라한이 되는 가르침을 설하다 (초전법륜)
3. 연각승(緣覺乘) - 중근기를 위한 가르침을 설하다 (십이연기)
4. 대승(大乘) - 보살이 되는 가르침을 설하다 (육바라밀)
5. 무량의경(無量義經) - 모든 가르침을 융합하는 가르침을 설하다(법화경의 서론)
6. 법화경(法華經) - 성문(声聞) ・ 연각(縁覚) ・ 보살(菩薩)의 가르침을 하나로 통합하는 일승(一乘)의 가르침을 설하다 (법화경)
7. 열반경(涅槃經) - 상주의 바른 뜻 즉 상락아정의 가르침을 설하다 (대반열반경)

혜관은 이 오시를 정하고 오시교판의 원류를 창시하였다.
1. 녹야원(鹿野苑)에서 사제전법륜(四諦転法輪)을 설하다
2. 각소에서 『대품반야경』(大品般若経)을 설하다
3. 각소에서 『유마경』(維摩経) ・ 『범천사익경』(梵天思益経)을 설하다
4. 영축산(霊鷲山)에서 『법화경』(法華経)을 설하다
5. 사라쌍수(娑羅双樹) 아래서 『대반열반경』을 설하다

축도생이나 혜관은 모두 『법화경』을 번역한 쿠마라지바(鳩摩羅什)의 필두 제자였다. 또한 두 사람은 모두 『열반경』(涅槃経)의 해석에 차이를 보이며 혜관이 축도생을 비판하기도 했지만, 두 사람 모두 최고의 경전은 『열반경』이라는 위치를 부여하고 있다.
오늘날 오시교판이라고 하면 천태종(天台宗)의 것이 유명한데, 원래는 혜관이 제창했던 오시교판에서 비롯된 것이다. 이를 근거로 다양한교상판석이 이루어졌으며, 천태종의 「오시팔교(五時八教)의 교판」은 축도생 ・ 혜관에게서 그 뿌리를 찾을 수 있다.

## 주요 교상판석
여러 교상판석 중에서 중요한 것으로는, 삼론종(三論宗)의 2장 3륜(二藏三輪), 천태종(天台宗)의 5시 8교(五時八敎), 법상종(法相宗)의 3교 8종(三敎八宗), 화엄종(華嚴宗)의 5교 10종(五敎十宗) 등이 있다.

## 티베트어 불교권(티베트, 몽골, 금, 청)
티베트에서는 8세기 말에서 9세기에 걸쳐 국가 사업으로써 불교 도입이 진행되었고 이 시기 인도에서 유행하던 여러 불교 교파의 조류 거의 모두를 단기간에 한꺼번에 도입하였다. 불교 경전의 번역에 있어서도 산스크리트어를 정확하게 대역하기 위해 티베트어의 語彙나 문법 정비를 행하였기 때문에 어떤 경전에 대한 단일 번역, 여러 경전을 통한 동일 개념에 대한 동일한 번역어 등 티베트어의 불교계는 한역된 불교 경전에 비해 정연한 대장경을 가질 수 있었다. 불교의 총권수는 불설부(カンギュル)에 약 100권, 논소부(テンギュル)에 약 400권이었다. 이로 인해 티베트 불교에 있어서 부분적으로 모순되는 언설을 가진 경전군(群)을 보다 합리적으로 하나의 체계로 정리한다, 라는 관점으로 불교 경전에 대한 연구가 진행되었다.

## 같이 보기
- 오시팔교
- 오교십종
- 화엄일승법계도

## 참고 문헌
- 이 문서에는 다음커뮤니케이션(현 카카오)에서 GFDL 또는 CC-SA 라이선스로 배포한 글로벌 세계대백과사전의 내용을 기초로 작성된 글이 포함되어 있습니다.